# SpVgg Hof

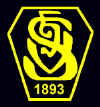
Vereinslogo

Die SpVgg Hof (offiziell: Spielvereinigung Hof 1893 e. V.) war ein Sportverein in Hof. Die erste Fußballmannschaft spielte ein Jahr in der damals drittklassigen Bayernliga.

## Geschichte
Der Verein ging auf den im Jahre 1861 gegründeten TV Hof zurück, der im Jahre 1893 eine Fußballabteilung gründete. Diese war die erste vereinsmäßig organisierte Fußballmannschaft in Franken. Die Fußballer wurden am 21. Dezember 1903 als SpVgg im TV Hof eigenständig. Im Rahmen der Reinlichen Scheidung spalteten sich die Fußballer, die im Volksmund auch als die „Spotzer“ bekannt waren, im Jahre 1924 als SpVgg Hof ab. Neben der Fußballabteilung gründete die SpVgg 1926 eine Leichtathletikabteilung und später eine Abteilung für Damengymnastik. Die Handballabteilung wurde 1990 aufgelöst.
Im Jahre 1921 schafften die „Spotzer“ erstmals den Aufstieg in die höchste Spielklasse, mussten allerdings bereits 1922 wieder absteigen. Auch dem zweiten Aufstieg in die Erstklassigkeit 1929 folgte der direkte Wiederabstieg. Mit Eugen Kling brachte der Verein einen späteren deutschen Nationalspieler hervor (ein Spiel, 2. Oktober 1927). Nach Kriegsende qualifizierte sich die SpVgg 1963 für die neu geschaffene Landesliga Nord. Drei Jahre später gelang der Aufstieg in die Bayernliga, wo die Mannschaft als Vorletzter direkt wieder absteigen musste. Es folgten mehrere Jahre im Mittelfeld der Landesliga, ehe die frühen 1970er Jahre vom Abstiegskampf geprägt waren.
1974 verblieben die „Spotzer“ nur wegen des Rückzuges des SC Kreuzwertheim in der Landesliga. Nach einem dritten Platz ein Jahr später folgte im Jahre 1977 nach einer Entscheidungsspielniederlage gegen den FK Selb der Abstieg in die Bezirksliga. Am 1. Juli 2005 löste die Mitgliedschaft den Verein auf und trat dem FC Bayern Hof bei, der dabei in SpVgg Bayern Hof umbenannt wurde.